# ژن مایر
 ژن مایر (انگلیسی: Gene Mayer؛ زاده ۱۱ آوریل ۱۹۵۶) یک تنیس‌باز اهل ایالات متحده آمریکا است.